# Grimalkin et l'Épouvanteur
Grimalkin et l'Épouvanteur (titre original : Spook's: I Am Grimalkin) est le neuvième tome de la série L'Épouvanteur signée Joseph Delaney. Paru en 2011, il est précédé par Le Destin de l'épouvanteur et suivi par Le Sang de l'épouvanteur.

## Résumé
Alors que Thomas Ward, John Gregory et Grimalkin viennent d’entraver le Malin entre des piques en argent et  en le décapitant, la tueuse des Malkin accompagné de la tête du Père du Mensonge est poursuivie par les serviteurs de Satan. Ces derniers ont créé un kretch (mi-homme et mi-loup) qui est accompagné par un mage et beaucoup de sorcières. Durant le récit, Grimalkin va se réfugier chez Agnès Sowerbutts, à la tour Malkin (avec les deux lamias Wynde et Slake) et au château du père de Will. Trois alliés mourront en aidant Grimalkin : Agnès (qui à présent souffre dans la combe aux sorcières), Thorne (l’apprentie excellente de Grimalkin) et Messire Gilbert (père de Will). La dernière alliée restante est Alice, elle aidera Grimalkin à reprendre la tête volée par le mage, les sorcières et le kretch tué en la soignant et en lui donnant de la magie.